# The Final Cut (video)
The Final Cut je videoEP britské skupiny Pink Floyd. Na VHS bylo vydáno v roce 1983.
Toto krátké (cca 19 min) videoalbum je doplňkem k albu The Final Cut, které Pink Floyd vydali tentýž rok. VHS obsahuje videoklipy ke čtyřem skladbám alba The Final Cut, které tvoří příběh. Videoalbum režíroval švagr baskytaristy a zpěváka skupiny Rogera Waterse Willie Christie, významnou roli ve videoklipech hraje skotský herec Alex McAvoy, jenž hrál ve filmu Pink Floyd: The Wall postavu učitele. Na videoalbu si zahrál i sám Waters, který texty skladeb vypráví (zpívá) psychologovi.

## Seznam skladeb
1. „The Gunner's Dream“ (Waters/Waters)
2. „The Final Cut“ (Waters/Waters)
3. „Not Now John“ (Waters/Waters)
4. „Fletcher Memorial Home“ (Waters/Waters)